# Complexo Penitenciário de Santa Izabel
O Complexo Penitenciário de Santa Izabel é uma unidade prisional do Brasil situada no estado do Pará, sendo uma a maior do referido estado, contando com 9 unidades prisionais e mais de 6 mil presos. Uma de suas unidade é o Centro de Recuperação Penitenciário do Pará III (CRPP III), na região metropolitana de Belém. Em abril de 2018, a unidade sofreu uma "tentativa de fuga em massa" que resultou na morte de 21 pessoas.